# مؤامرة ثروك مورتن

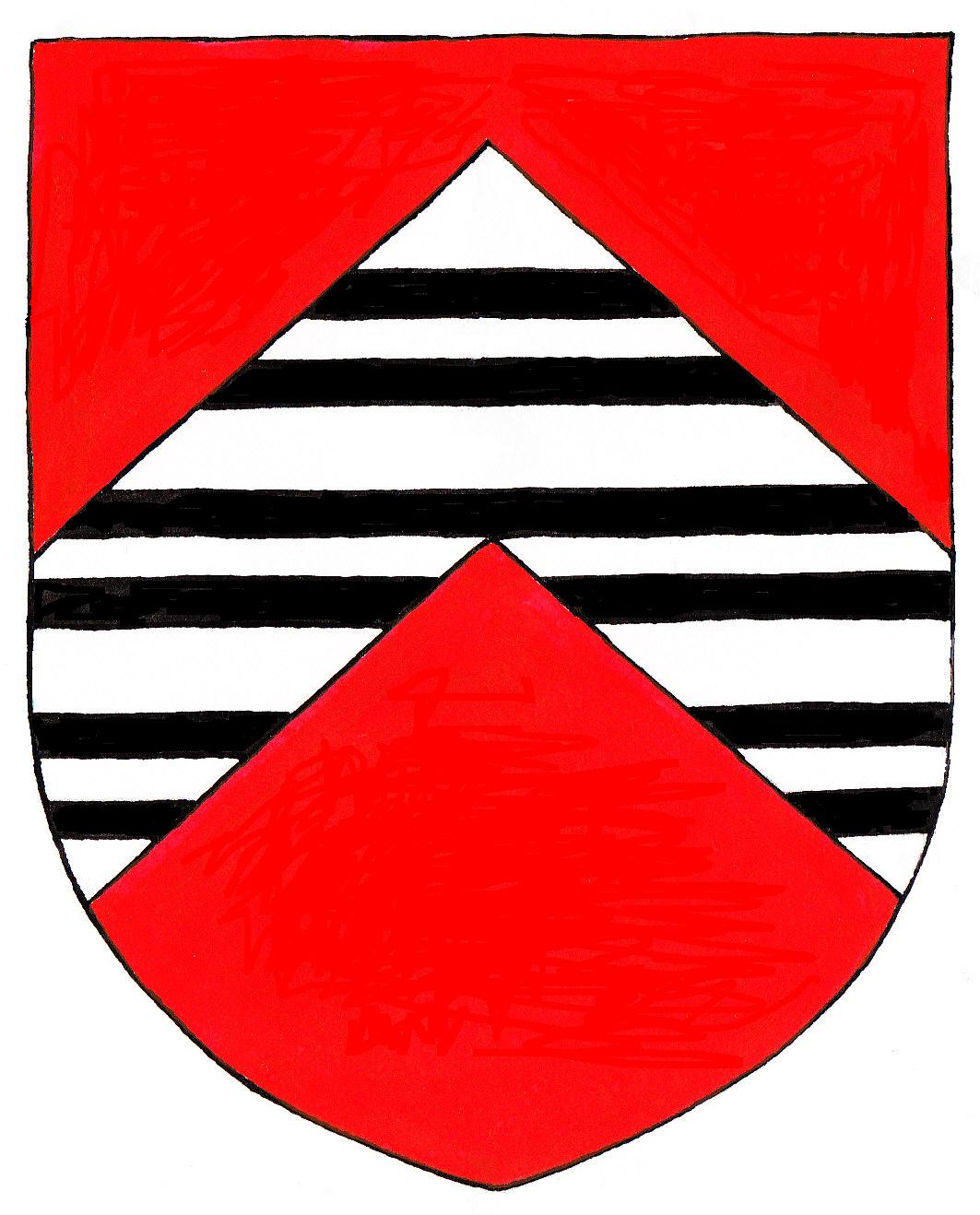

كانت مؤامرة ثروك مورتن واحدة من سلسلة محاولات من قبل الرومان الكاثوليك في إنجلترا وويلز لإزاحة إليزابيث الأولى ملكة إنجلترا واستبدالها بماري ملكة اسكتلندا، من ثم احتجازها رهن الإقامة الجبرية في إنجلترا.
سميت المؤامرة على اسم المتآمر الرئيسي السير فرانسيس ثروك مورتن، ابن عم بيس ثروك مورتن، وصيفة الملكة إليزابيث. اعتقل فرانسيس في نوفمبر 1583 وأعدم في يوليو 1584.

## الأهداف
كان هدف المؤامرة تحرير ماري ملكة الاسكتلنديين، التي كانت تحت الإقامة الجبرية في إنجلترا منذ عام 1568، وجعلها الملكة بدلًا من إليزابيث واستعادة الكاثوليكية الرومانية بشكل قانوني. كان من الممكن تحقيق ذلك من خلال غزو إنجلترا بدعم من إسبانيا، بقيادة هنري الأول، دوق غيس الفرنسي، مدعومًا بثورة متزامنة للكاثوليك الرومان الإنجليز. كان الدوق غيس سيتزوج ماري ويصبح ملكًا.
كان غيس رئيسًا للتحالف الكاثوليكي (فرنسا)، وهو مشارك رئيسي في حروب فرنسا الدينية. احتقره البروتستانت في جميع أنحاء أوروبا بوصفه أحد الذين خططوا لمذبحة سان بارتيليمي في عام 1572 أو بأنه على الأقل مرشح محتمل لعمل كهذا.
كانت العملية نموذجًا للعمليات المتفائلة بشكل مفرط وغير الناضجة، والتي كانت نتيجتها وضع ثروك مورتن تحت المراقبة بمجرد عودته إلى إنجلترا، ولم تُنفّذ المؤامرة قط.

## الأحداث
ينحدر فرانسيس ثروك مورتن (منذ عام 1554 حتى عام 1584) من عائلة كاثوليكية إنجليزية بارزة، وكان والده جون ثروك مورتن قاضيًا كبيرًا وشاهدًا على إرادة الملكة ماري. أثناء سفرهم في أوروبا مع شقيقه توماس خلال الفترة من 1580 إلى 1583، زارا باريس واجتمعا مع الكاثوليكيين المنفيين تشارلز باجيت وتوماس مورغان. كان كلاهما عملاء لماري ملكة الاسكتلنديين وشاركا أيضًا في مؤامرة بابينغتون 1586.
بعد عودته إلى لندن عام 1583، حمل فرانسيس رسائل بين ماري ومورغان وبرناردينو دي ميندوزا سفير ملك إسبانيا فيليب الثاني في لندن. كانت تُجرى المراسلات عبر السفارة الفرنسية في لندن، وأبلغ وكيل داخل السفارة فرانسيس والسينجهام وزير خارجية إليزابيث. احتُجز ثروك مورتن في نوفمبر، وبحوزته العديد من الوثائق التي تجرّمه، بما في ذلك قوائم أنصار الكاثوليك الإنجليز.
قبل اعتقاله بوقت قصير، تمكن فرانسيس من إرسال مجموعة من الوثائق الأخرى إلى مندوزا. ويُعتقد أن هذا هو بالضبط ما أراد والسينغهام منه أن يفعل. كان فرانسيس مشاركًا صغيرًا نسبيًا في المكيدة، وكانت تكمن أهميته في تأكيد مدى المشاركة الإسبانية في الإطاحة بإليزابيث.
طُرد مندوزا محميًا بالحصانة الدبلوماسية في يناير 1584، وكان آخر سفير إسباني في إنجلترا خلال العصر الإليزابيثي. أُعدم ثروك مورتن في يوليو 1584 بعد تعرضه للتعذيب من أجل التأكد من أنه أدلى بأكبر قدر ممكن من المعلومات. وتمكن شقيقه توماس وآخرين من الفرار. سُجن بعض المشاركين في المكيدة في برج لندن، لكن فرانسيس كان الوحيد الذي أُعدم.

## آثار الحادثة
وُضعت ماري تحت الحجز الصارم في تشارتلي هول في ستافوردشاير، في حين رتّب والسينغهام واللورد بورغلي كتابة معاهدات تجبر الموقعين عليها على إعدام أي شخص حاول اغتصاب العرش أو اغتيال الملكة. كانت ماري نفسها واحدة من الموقعين عليها، ووفرت بذلك التبرير لإعدامها بعد مؤامرة بابينغتون عام 1586.
كان العديد من المشاركين في مؤامرة بابينغتون ومؤامرة البارود ذوي صلة بفرانسيس، إما عبر قرابة دم، أو عن طريق الزواج، من بينهم روبرت كاتسبي وفرانسيس تريشام. تزوجت بيس ثروك مورتن (منذ عام 1565 حتى عام 1647) سرًا من السير والتر رالي (منذ عام 1554-1618).